# Spilothyrateles tibialis
Spilothyrateles tibialis là một loài tò vò trong họ Ichneumonidae.